# Кларенс Браун
Кларенс Браун (англ. Clarence Brown; 10 травня 1890, Клінтон — 17 серпня 1987, Санта-Моніка) — американський кінорежисер і продюсер, володар «Кубка Муссоліні» Венеціанського кінофестивалю (1935), премії BAFTA в номінації «Відзнака об'єднаних націй» (1951) та іменної зірки на Голлівудській «Алеї слави» (1960).
Найбільш відомий з режисури фільмів «Плоть і диявол» (1926), «Анна Крісті» (1930), «Анна Кареніна» (1935), «Дружина проти секретарки» (1936) і «Вони зустрілися в Бомбеї» (1941), в більшості з яких були залучені улюблені актори Кларенса Брауна — Грета Гарбо і Кларк Ґейбл; саме Браун відкрив талант Гарбо. Браун — шестиразовий номінант на премію «Оскар» і єдиний режисер у світі з такою кількістю номінацій, який ніколи не отримував жодної статуетки.
Стиль Брауна здавався оманливо простим, однак подібна легкість була результатом величезної турботи. Як режисер, Браун був стурбований не тільки акторською грою, але й освітленням, монтажем, побудовою історії — кожною деталлю процесу створення фільму. Ситуації його стрічок, в яких він домігся сильного натуралізму, були завжди переконливими. За словами самого Брауна, всім цим він був зобов'язаний кінорежисерові Морісу Турнеру, який проклав йому шлях в кінематограф.

## Біографія
Кларенс Леон Браун народився 10 травня 1890 року у місті Клінтон, штат Массачусетс, в родині виробника бавовни Ларкіна Г. Брауна. Вся сім'я переїхала на південь, коли хлопчикові було одинадцять років. Після закінчення Ноксвільської середньої школи, Браун вступив до університету Теннессі, успішно закінчивши його в дев'ятнадцять років з двома ступенями в інженерній справі. Батько хотів, щоб син пішов по його стопах і зайнявся виробництвом бавовни, однак захоплення Кларенса автомобілями змусило його залишити рідний будинок і переїхати в Іллінойс, де Браун влаштувався на роботу в компанію Moline Automobile Company, а пізніше в Stevens-Duryea.
У 1913-1914 роках Браун вперше зацікавився кінематографом і відвідав кінокомпанію Peerless Studio, де взяв кілька фільмів для перегляду. Серед них були стрічки Френка Крейна, Альбера Капелану, Еміля Шотара і Моріса Турнера. Після перегляду картин Браун твердо вирішив стати кінорежисером. Для цього він вирушив до Нью-Йорка, для того, щоб познайомитися з одним з цих чотирьох режисерів. Перетинаючи боро Форт Лі на поромі, він почув, як кілька людей розмовляли про Моріса Турнера, зокрема про те, що режисер шукає собі помічника. Діставшись до Нью-Йорка, Браун знайшов Турнера на знімальному майданчику нового фільму «Щеня». Прочекавши режисера до шести годин вечора, Браун все-таки домігся того, щоб його взяли на нову роботу.
До 1919 року Браун продовжував працювати на Турнера, поки сам не знайшов цікаву історію, на основі якої можна було б зняти фільм. Сценарій написав сам Браун спільно з актором Джоном Гілбертом. Як зізнавався сам Браун, вся знімальна група була цілком «зеленої»: від оператора до художника-постановника. Навіть Джон Гілберт ніколи до цього не писав сценарії. Після завершення знімального процесу Браун подивився картину разом з Морісом Турнером і Джоном Гілбертом, останнім з яких вона вкрай не сподобалася: «Бог мій! Він зіпсував мою історію! Це — найгірший фільм, який я бачив у своєму житті!» — кричав він. Браун засмутився, опустив плечі, і подумав, що, ймовірно, йому не стати хорошим кінорежисером. В монтажній кімнаті до нього підійшов Турнер, і сказав, що фільм був чудовим. Картина стала дебютом Брауна у великому кіно.
Після цього Браун ще кілька років працював спільно з Турнером, у тому числі «Останній з Могікан» і «Дурні матрони». В середині 1920-х років Браун почав працювати на продюсера Жуля Брулатура, який, як з'ясувалося, продюсував майже всі фільми Турнера. Найпримітніші картини Брауна 1920-х років — «Жінка-простачка» (1925), «Орел» (1925) і «Плоть і диявол» (1926). Найбільш важко Брауну далося створення «Орла» — екранізації роману Олександра Пушкіна «Дубровський», головну роль в якому виконав Рудольф Валентино. Пізніше Браун зізнавався, що найбільше задоволення йому доставила робота з Гретою Гарбо і самим Валентіно, який помер через рік після виходу стрічки на екран. «Плоть і диявол», на думку режисера, відкрила талант Гарбо, а на знімальному майданчику цього фільму між актрисою і Джоном Гілбертом зав'язався любовний роман.
Через чотири роки Браун вперше у своєму житті був висунутий на премію «Оскар» за режисерську роботу фільмів «Анна Крісті» і «Роман», але на церемонії вручення програв Льюїсу Майлстоуну. Згодом режисер ще п'ять разів був номінований на премію: за режисерські роботи фільмів «Вільна душа» (1931), «Людська комедія» (1943), «Національний оксамит» (1944) і «Оленятко» (1946).

У 1952 році Кларенс Браун зняв свій останній фільм «Плімутські пригода». Моріс Турнер, вчитель Брауна, пішов з життя у 1961 році, коли Кларенс перебував у Санкт-Моріц, Швейцарія. Як тільки режисерові повідомили трагічну новину, той відразу ж вилетів зі Швейцарії та поховав друга. Свою автобіографію, написану в 1968 році, Браун завершив словами:
Я зобов'язаний усім, що в мене є, Морісу Турнеру. Зараз я покінчив з кінематографом. Я закінчив свою роботу. Я закінчив своє життя. Я не бачив і двох фільмів за останні десять років. Чому? Та тому, що я, як старий вогненний кінь, який продовжує бігти, коли чує дзвін. Якщо я дивлюся картину і вона мені не подобається — все гаразд. Але якщо вона мені подобається, старі інстинкти починають працювати, а я хочу продовжити свою справу і повернутися до роботи.
Переступивши межу в 90 років, Браун проживав в місті Санта-Моніка, штат Каліфорнія, де 17 серпня 1987 року і помер в медичному центрі «Сейнт-Джон» від відмови нирки. Браун був одружений п'ять разів, мав доньку від першого шлюбу.

## Вибрана фільмографія
- 1926 — Плоть і диявол
- 1928 — Жінка справи
- 1931 — Вільна душа
- 1934 — Седі Мак-Кі
- 1935 — О, дикість!